# 戴维·古尔德 (赛艇运动员)
戴维·古尔德（英語：David Gould，1925年10月19日—2020年4月28日），新西兰男子赛艇运动员。他曾代表新西兰参加1950年大英帝国运动会赛艇比赛，获得男子双人单桨无舵手银牌。

## 家庭
弟弟汉弗莱·古尔德。